# جوناثان وايت (منافس ألعاب قوى)
جوناثان وايت (بالإنجليزية: Jonathan Wyatt) هو منافس ألعاب قوى نيوزيلندي، ولد في 20 ديسمبر 1972 في لور هوت في نيوزيلندا.

## وصلات خارجية
- جوناثان وايت على موقع الاتحاد الدولي لألعاب القوى (الإنجليزية)
- جوناثان وايت على موقع الاتحاد الألماني للألترا ماراثون (الإنجليزية)
- جوناثان وايت على موقع رابطة إحصائيات سباق الطريق (الإنجليزية)
- جوناثان وايت على موقع الرابطة الدولية لركض المسار (الإنجليزية)
- جوناثان وايت على موقع اللجنة الأولمبية الدولية (الإنجليزية)
- جوناثان وايت على موقع أوليمبيديا (الإنجليزية)
- جوناثان وايت على موقع اللجنة الأولمبية النيوزيلندية (الإنجليزية)
- جوناثان وايت على موقع اتحاد ألعاب الكومنولث (مؤرشف) (الإنجليزية)